# هایمنوکالیس
هایمنوکالیس (نام علمی: Hymenocallis) نام یک سرده از تیره نرگسیان است.